# Josemi Rodríguez-Sieiro
José Miguel Rodríguez-Sieiro y Rodríguez-Vila (Vigo, 28 de gener de 1950) és un comunicador espanyol, conegut per les seves aparicions en programes del cor i premsa rosa.

## Biografia
Va cursar estudis de batxillerat al Col·legi Labor de Vigo i al Col·legi Estudi de Madrid, va estudiar Dret a la Universitat Complutense de Madrid.
Després de dedicar-se a diversos negocis relacionats amb el petroli i la medicina a través de la Clínica Biotonus de Montreux (Suïssa), va canalitzar posteriorment la seva activitat professional cap al món de la comunicació sensacionalista, on el seu aspecte i les seves maneres van ser mostrades al públic en general.
Col·laborador habitual des de llavors dels mitjans audiovisuals, va començar la seva marxa en aquest terreny en els anys 1991, a Antena 3 Radio, en el programa de Miguel Ángel García-Juez, comentant l'actualitat social.
En 1992 fa el salt a la televisió per a participar en la tertúlia sobre crònica social de Pasa la vida, el programa conduït per María Teresa Campos als matins de Televisió espanyola. A partir d'aquest moment es vincula professionalment amb la periodista malaguenya, a la qual acompanya igualment en els seus espais de TV Día a día (1996-2002) a Telecinco i Cada día (2004-2005).
Altres incursions en la pantalla petita inclouen col·laboracions en els espais A la carta (2004) i Mirando al mar (2004), ambdós d'Antena 3 i Territorio comanche (2006-2008), ambdós presentats per Cristina Tàrrega.
Des de 2004 fins 2015 intervé en el programa Herrera en la onda d'Onda Cero, conduït pel periodista Carlos Herrera i amb anterioritat, amb Marta Robles, també en Onda Cero. Des de 2015 fins a 2018 ho fa en Más de uno, amb Juan Ramón Lucas i des de 2018 en el mateix programa, amb Carlos Alsina.
Les seves intervencions es realitzen exactament a les 11.09 (intervenció curta) i a les 12.09 (més llarga) de dilluns a dijous, encara que durant el mes d'agost es realitza una única intervenció de 20 minutos a les 11.09.
Al setembre 2009 rep l'Antena de Oro pels seus treballs radiofònics.

## Llibres
En 2005 ha publicat Cuestión de estilo, una guia sobre bones maneres que contenia una falta d'ortografia, en l'edició de butxaca, en cadascun dels encapçalats de les pàgines del llibre.
En 2009 publica Cuestión de ricos. Un repàs cap al món dels "rics" que inclou situacions que suposadament es donen en aquest món, i reflexions com "que els senyors van amb cotxe i la resta amb metro".